# SC Paderborn 07
SC Paderborn 07 (celým názvem: Sport-Club Paderborn 07 e. V.) je německý sportovní klub, který sídlí v Paderbornu, jenž leží ve spolkové zemi Severní Porýní-Vestfálsko. Od sezóny 2020/21 působí v 2. Bundeslize, německé druhé nejvyšší fotbalové soutěži. Své domácí zápasy odehrává v Benteler-Areně, která má kapacitu 15 000 diváků. Klubové barvy jsou modrá a bílá.
Založen byl 1. června 1985 po fúzi klubů 1. FC Paderborn a TuS Schloß Neuhaus. Svůj současný název nese od roku 1997. Největším úspěchem klubu je jednoletá účast v Bundeslize ze sezóny 2014/15. Ve jmenované sezóně se klub umístil na sestupovém osmnáctém místě.
Mezi fanoušky SC Paderborn 07 a Arminia Bielefeld panuje jistá rivalita regionální úrovně. Toto fotbalové derby se rozvinulo zejména díky geografické blízkosti obou celků a měst. Mimo mužský fotbalový oddíl má sportovní klub i jiné oddíly, mj. oddíl stolního tenisu.

## Historie
Současný klub SC Paderborn 07 vznikl slučováním několika různých původních klubů během různých mnoha let. Přímí předchůdci dnešního celku – 1. FC Paderborn a TuS Schloß Neuhaus – byly rivaly regionálního fotbalu. Protože působení Neuhausu ve 2. Bundeslize v sezóně 1982/83 nebylo vůbec úspěšné, zesílily ještě více ohlasy po možném sjednocení.
Příznivci Neuhausu a Paderbornu se 1. června 1985 dočkali do té doby nemyslitelného – jejich oblíbené kluby se spojily v jeden. Sloučením FC Paderborn a SV 07/10 Schloß Neuhaus vznikl nový celek TuS 07/10 Paderborn-Neuhaus. Ambice na sebe nenechaly dlouho čekat. Ihned první sezónu (1985/86) nově vzniklého klubu přišel úspěch v podobě druhého místa v Oberlize. Vedle toho na sebe Paderborn-Neuhaus upozornil při poháru DFB, když během poločasu vedl nad prvoligovou Borussií Dortmund 2:0, ale před zaplněným Hermann-Löns-Stadionem zápas nedovedl ke zdárnému konci a nakonec podlehl 2:4. Následující roky tým sice okupoval přední místa amatérské Oberligy, avšak postup se stále nedostavil.
Až pozdější ročník 1993/94 přinesl důvody ke slavení. Působivé představení s 21 zápasy bez porážky a zastrašující bilancí 40:2 logicky dopadlo dobytím nejvyšší příčky Vestfálské Oberligy. Nicméně v dalším boji o 2. Bundesligu tým neuspěl proti Eintrachtu Braunschweig a Fortuně Düsseldorf a ani domácí výhra 2:0 nad dalším postupovým kandidátem z Augsburgu nezměnila nic na faktu, že se Paderborn-Neuhaus kvalifikoval "jen" do nově vzniklé 3. ligy – Regionalligy. V roce 1997 prošel doposud konečnou úpravou název klubu, který od této doby zní SC Paderborn 07.
V ročníku 1998/99 se v důsledku početných zranění tým výkonnostně utlumil, ačkoli si sliboval atakování předních pozic. A následující sezónu dokonce sestoupil. Paderborn vše odčinil v nové sezóně 2000/01, kdy si již pět kol před koncem zajistil prvenství a návrat do Regionalligy. Mimo to se stalo velkým zážitkem pohárové klání s Bayernem Mnichov, které se před zraky 25 000 diváků na stadionu a dalších mnoha fanoušků u televizních obrazovek odehrálo v Bielefeldu. Porážka Paderbornu 1:5 s německým gigantem nikoho dozajista nepřekvapila.
Čtyři roky nato si opět Paderborn vyžádal pozornost médií, když prokráčel pohárem DFB výhrami nad prvoligovým Hamburgerem SV 4:2 a druholigovým MSV Duisburg 2:1. Později se však odhalilo, že byl zápas s Hamburkem zapleten do úplatkářské aféry, tzv. Hoyzer-Affäre.
V sezóně 2004/05 si to Paderborn namířil směr 2. Bundesliga a nenechal se již nikým zastavit. Zaslouženou odměnou za předváděné výkony se stalo druhé místo a návrat do druhé Bundesligy po více než dvou dekádách, které si Paderborn zajistil 4. června 2005 poražením amatérského rezervního mančaftu VfL Wolfsburgu 4:0. Postupových oslav se před paderbornskou radnicí účastnilo 5 tisíc nadšených klubových příznivců.
Návrat do druhé ligy s sebou přivzal nutnost vhodně doplnit nejen klubový management, což si profesionalita a kvalita soutěže přímo vyžadovala. Sezónu 2005/06 zakončil Paderborn na 9. pozici a obzvláště zpočátku se jakožto dobře namotivovaný nováček soutěže prezentoval ofenzivním pojetím hry. Klub také započal s výstavbou nového fotbalového stadionu, nicméně práce na něm se zpozdily kvůli mnoha stížnostem ze strany lokálních obyvatel. SCP se musel ještě na dva roky spokojit se starým Hermann-Löns-Stadionem.
Během ročníku 2006/07 se natřikrát změnil trenér, což ovšem týmu neprospělo, ačkoliv se v soutěži zachránil, a to i díky venkovní výhře nad SC Freiburgem dvě kola před koncem. Bohužel pro Paderborn se totéž další ročník již nepodařilo. Svou roli sehrálo několik vleklých zranění.
Na nově dokončeném a zastřešeném stadionu s kapacitou 15 000 míst nastartoval Paderborn opětovný útok na postup. Na konci podzimní části stanul tým na prvním místě nově uspořádané 3. ligy. Během jara mužstvu poněkud došel dech a sezónu zakončil na třetím místě, čímž se nasměroval k barážovému dvojutkání s třetím týmem od konce 2. Bundesligy – VfL Osnabrückem. Paderborn zvítězil dvakrát poměry 1:0 a znovu postoupil výše.

## Historické názvy
Zdroj: 
- 1985 – TuS Paderborn-Neuhaus (Turn- und Sportverein Paderborn-Neuhaus)
- 1997 – SC Paderborn 07 (Sport-Club Paderborn 07 e. V.)

## Získané trofeje
- Westfalenpokal ( 9× )
  - 1984/85, 1993/94, 1995/96, 1999/00, 2000/01, 2001/02, 2003/04, 2016/17, 2017/18

## Umístění v jednotlivých sezonách
Stručný přehled
Zdroj: 
- 1985–1994: Fußball-Oberliga Westfalen
- 1994–2000: Fußball-Regionalliga West/Südwest
- 2000–2001: Fußball-Oberliga Westfalen
- 2001–2005: Fußball-Regionalliga Nord
- 2005–2008: 2. Fußball-Bundesliga
- 2008–2009: 3. Fußball-Liga
- 2009–2014: 2. Fußball-Bundesliga
- 2014–2015: Fußball-Bundesliga
- 2015–2016: 2. Fußball-Bundesliga
- 2016–2018: 3. Fußball-Liga
- 2018–2019: 2. Fußball-Bundesliga
- 2019–2020: Fußball-Bundesliga
- 2020–: 2. Fußball-Bundesliga

Jednotlivé ročníky
Zdroj: 
Legenda: Z – zápasy, V – výhry, R – remízy, P – porážky, VG – vstřelené góly, OG – obdržené góly, +/- – rozdíl skóre, B – body, zlaté podbarvení – 1. místo, stříbrné podbarvení – 2. místo, bronzové podbarvení – 3. místo, červené podbarvení – sestup, zelené podbarvení – postup, fialové podbarvení – reorganizace, změna skupiny či soutěže
| Německo (1985 – ) |                                   |        |    |    |    |    |    |    |     |    |        |
| Sezóny            | Liga                              | Úroveň | Z  | V  | R  | P  | VG | OG | +/− | B  | Pozice |
| 1985/86           | Fußball-Oberliga Westfalen        | 3      | 32 | 16 | 11 | 5  | 69 | 51 | +18 | 43 | 2.     |
| 1986/87           | Fußball-Oberliga Westfalen        | 3      | 30 | 11 | 10 | 9  | 39 | 34 | +5  | 32 | 6.     |
| 1987/88           | Fußball-Oberliga Westfalen        | 3      | 30 | 11 | 7  | 12 | 52 | 55 | -3  | 29 | 8.     |
| 1988/89           | Fußball-Oberliga Westfalen        | 3      | 30 | 11 | 6  | 13 | 53 | 60 | -7  | 28 | 9.     |
| 1989/90           | Fußball-Oberliga Westfalen        | 3      | 30 | 17 | 9  | 4  | 58 | 27 | +31 | 43 | 2.     |
| 1990/91           | Fußball-Oberliga Westfalen        | 3      | 30 | 10 | 11 | 9  | 47 | 40 | +7  | 31 | 8.     |
| 1991/92           | Fußball-Oberliga Westfalen        | 3      | 30 | 13 | 11 | 6  | 46 | 31 | +15 | 37 | 5.     |
| 1992/93           | Fußball-Oberliga Westfalen        | 3      | 34 | 15 | 9  | 10 | 46 | 40 | +6  | 39 | 5.     |
| 1993/94           | Fußball-Oberliga Westfalen        | 3      | 34 | 24 | 2  | 4  | 73 | 27 | +46 | 50 | 1.     |
| 1994/95           | Fußball-Regionalliga West/Südwest | 3      | 34 | 12 | 11 | 11 | 61 | 53 | +8  | 35 | 9.     |
| 1995/96           | Fußball-Regionalliga West/Südwest | 3      | 36 | 17 | 11 | 8  | 68 | 47 | +21 | 62 | 5.     |
| 1996/97           | Fußball-Regionalliga West/Südwest | 3      | 34 | 11 | 10 | 13 | 40 | 46 | -6  | 43 | 10.    |
| 1997/98           | Fußball-Regionalliga West/Südwest | 3      | 34 | 12 | 12 | 10 | 61 | 37 | +24 | 48 | 9.     |
| 1998/99           | Fußball-Regionalliga West/Südwest | 3      | 34 | 15 | 8  | 9  | 51 | 39 | +12 | 53 | 7.     |
| 1999/00           | Fußball-Regionalliga West/Südwest | 3      | 36 | 13 | 9  | 14 | 47 | 47 | 0   | 48 | 13.    |
| 2000/01           | Fußball-Oberliga Westfalen        | 4      | 36 | 27 | 5  | 4  | 85 | 29 | +56 | 86 | 1.     |
| 2001/02           | Fußball-Regionalliga Nord         | 3      | 34 | 11 | 7  | 16 | 51 | 60 | -9  | 40 | 14.    |
| 2002/03           | Fußball-Regionalliga Nord         | 3      | 34 | 13 | 8  | 13 | 58 | 49 | +9  | 47 | 8.     |
| 2003/04           | Fußball-Regionalliga Nord         | 3      | 34 | 17 | 11 | 6  | 56 | 40 | +16 | 62 | 3.     |
| 2004/05           | Fußball-Regionalliga Nord         | 3      | 36 | 20 | 10 | 6  | 63 | 40 | +23 | 70 | 2.     |
| 2005/06           | 2. Fußball-Bundesliga             | 2      | 34 | 13 | 7  | 14 | 46 | 40 | +6  | 46 | 9.     |
| 2006/07           | 2. Fußball-Bundesliga             | 2      | 34 | 11 | 9  | 14 | 32 | 41 | -9  | 42 | 11.    |
| 2007/08           | 2. Fußball-Bundesliga             | 2      | 34 | 6  | 13 | 15 | 33 | 54 | -21 | 31 | 17.    |
| 2008/09           | 3. Fußball-Liga                   | 3      | 38 | 20 | 8  | 10 | 68 | 38 | +30 | 68 | 3.     |
| 2009/10           | 2. Fußball-Bundesliga             | 2      | 34 | 14 | 9  | 11 | 49 | 49 | 0   | 51 | 5.     |
| 2010/11           | 2. Fußball-Bundesliga             | 2      | 34 | 10 | 9  | 15 | 32 | 47 | -15 | 39 | 12.    |
| 2011/12           | 2. Fußball-Bundesliga             | 2      | 34 | 17 | 10 | 7  | 51 | 42 | +9  | 61 | 5.     |
| 2012/13           | 2. Fußball-Bundesliga             | 2      | 34 | 11 | 9  | 14 | 45 | 45 | 0   | 42 | 12.    |
| 2013/14           | 2. Fußball-Bundesliga             | 2      | 34 | 18 | 8  | 8  | 63 | 48 | +15 | 62 | 2.     |
| 2014/15           | Fußball-Bundesliga                | 1      | 34 | 7  | 10 | 17 | 31 | 65 | -34 | 31 | 18.    |
| 2015/16           | 2. Fußball-Bundesliga             | 2      | 34 | 6  | 10 | 18 | 28 | 55 | -27 | 28 | 18.    |
| 2016/17           | 3. Fußball-Liga                   | 3      | 38 | 12 | 8  | 18 | 38 | 57 | -19 | 44 | 18.    |
| 2017/18           | 3. Fußball-Liga                   | 3      | 38 | 25 | 8  | 5  | 90 | 33 | +57 | 83 | 2.     |
| 2018/19           | 2. Fußball-Bundesliga             | 2      | 34 | 16 | 9  | 9  | 76 | 50 | +26 | 57 | 2.     |
| 2019/20           | Fußball-Bundesliga                | 1      | 34 | 4  | 8  | 22 | 37 | 74 | -37 | 20 | 18.    |
| 2020/21           | Fußball-Bundesliga                | 2      | 34 | 12 | 11 | 11 | 53 | 45 | +8  | 47 | 9.     |
| 2021/22           | Fußball-Bundesliga                | 2      | 34 | 13 | 12 | 9  | 56 | 44 | +12 | 51 | 7.     |
| 2022/23           | Fußball-Bundesliga                | 2      | 34 | 16 | 7  | 11 | 68 | 44 | +24 | 55 | 6.     |
| 2023/24           | Fußball-Bundesliga                | 2      | 34 | 15 | 7  | 12 | 54 | 54 | 0   | 52 | 7.     |
| 2024/25           | Fußball-Bundesliga                | 2      | 34 | 15 | 10 | 9  | 56 | 46 | +10 | 55 | 4.     |